# Annina Rabe
Annina Maria Rabe, född 13 juni 1963 i Lidingö församling i Stockholms län, är en svensk litteraturkritiker och kulturjournalist i Expressen och Sveriges Radio P1. Tidigare har Rabe även skrivit för Svenska Dagbladet, Sydsvenska Dagbladet och Rodeo. 

## Karriär
Under 1990-talet var Rabe med i redaktionerna för Allt om Böcker och Bibel, och skrev regelbundet i Bonniers Litterära Magasin. Hon satt med i Augustprisets skönlitterära jury 2005–2007 – det sista året som ordförande. Hon var även redaktör för antologin Goda nyheter 2004–2007.
Rabe har tidigare varit anställd för Svenska Dagbladet, Sydsvenska Dagbladet och Rodeo. Raba arbetar idag på Expressen och Sveriges Radio P1.

## Familj
Rabe är dotter till filmfotografen Mac Ahlberg och TV-producenten Ruth Rabe samt dotterdotter till journalisten Sven Rabe.

## Priser och utmärkelser
- Årets Journalist 2004[3]

## Verk i urval
- Ericsson Wärn, Karina; Ljung Susanne, Rabe Annina (2002). London Paris New York: Susanne Ljungs guide till modets huvudstäder. Stockholm: Ordupplaget. Libris 8551681. ISBN 91-89618-05-X
- Tusen svenska klassiker: böcker, filmer, skivor, tv-program från 1956 till i dag. Stockholm: Norstedt. 2009. Libris 11378554. ISBN 978-91-1-301717-4 (inb.)
- Ingens mamma, tolv kvinnor om barnfrihet av Josefine Adolfsson, Lena Andersson, Gabriella Boijsen, Gunilla Kracht, Anna Sol Lindqvist, Natacha López, Jane Magnusson, Annina Rabe, Faranak Rahimi, Katarina Sjögren, Birgitta Stenberg, Susanne Wigortz Yngvesson, Sofie Åberg, Bokförlaget Atlas, 2013 ISBN 9789173894470
- Katt People, Lindemalm, Julia och Rabe, Annina. Stockholm: Modernista, 2016 ISBN 9789177011439